# Červený Mohan

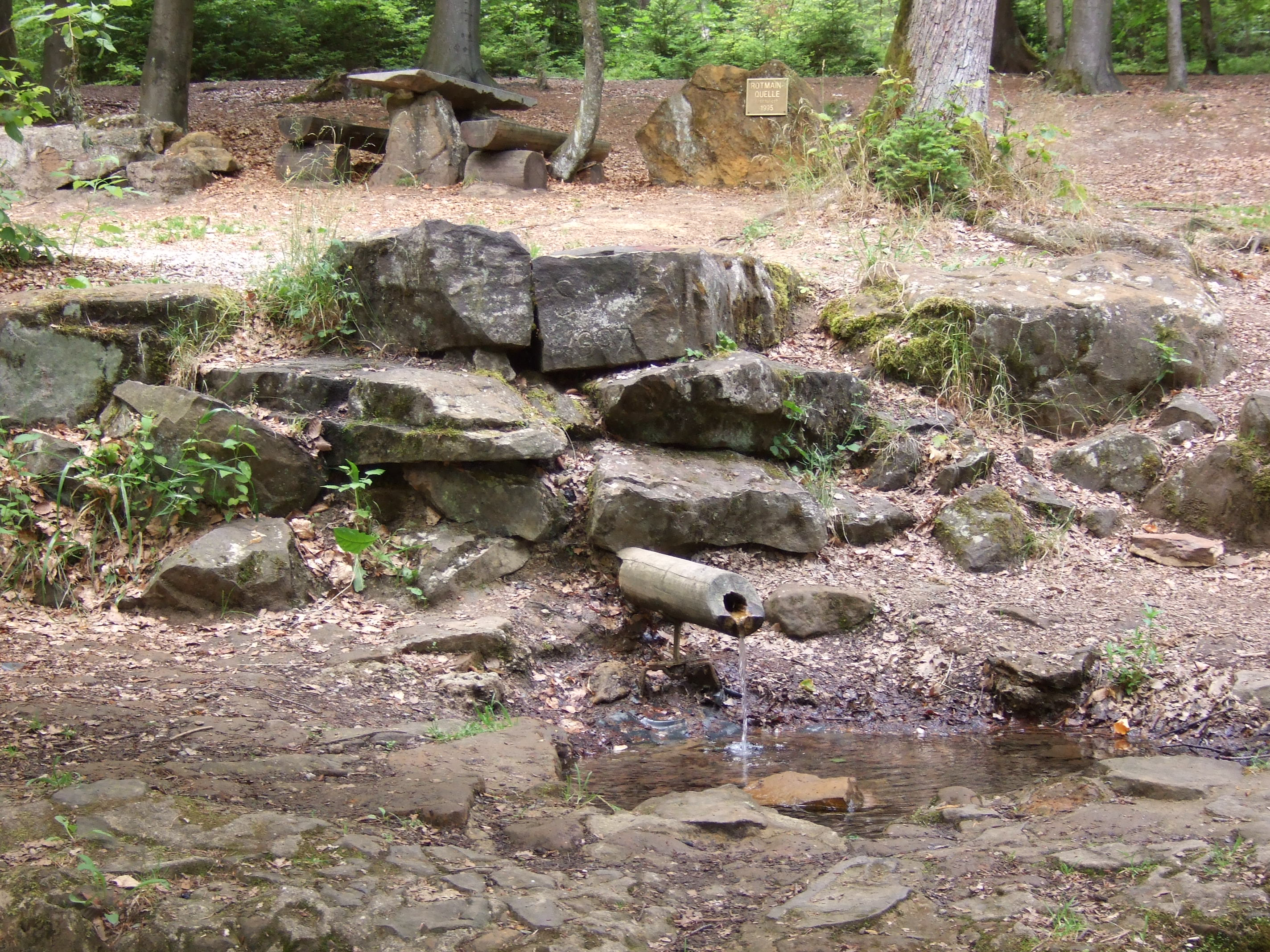
Pramen Červeného Mohanu

Červený Mohan je řeka, která se nachází v Horních Francích. Délka řeky je 72 kilometrů. Řeka pramení 10 kilometrů od města Bayreuth. Geologicky patří k Hnědé Juře. V Bayreuthu je na řece vytvořen kanál, který napájel několik mlýnů, které se nachází ve městě. Poté řeka míří k městu Heinersreuth a poté k Neudrossenfeldu a u obce Kulmbach se spojuje s Bílým Mohanem a vzniká zde řeka Mohan.